# 윌리엄 존 설리번
윌리엄 존 설리번(William John Sullivan) 또는 존 설리번(John Sullivan, 1976년 12월 6일 ~ )은 소프트웨어 자유 운동가, 해커 및 작가이다. 존은 이전에 자유 소프트웨어 재단(FSF)의 전무이사였으며 2003년 초부터 그곳에서 근무했다. 그는 또한 GNU 프로젝트의 연설자이자 웹마스터이기도 하다. 그는 또한 GNU 이맥스 텍스트 편집기용 플래너모드(Plannermode) 및 딜리셔스-엘(Delicious-el) 패키지를 유지 관리한다.

## 생애
자유 소프트웨어와 자유 문화 커뮤니티 모두에서 활발하게 활동하고 있는 설리번은 미시간 주립 대학교에서 철학 학사 학위를, 작문 및 시학 석사 학위를 받았다. 대학에서 설리번은 성공적인 정책 토론자였으며 CEDA 내셔널스 결승과 내셔널 디베이트 토너먼트(National Debate Tournament) 준결승에 진출했다.
2007년까지 존은 설계상 결함(Defective by Design), 배드비스타(BadVista) 및 Play Ogg 캠페인의 주요 담당자였다. 그는 또한 2006년 7월까지 GNU 프로젝트의 최고 웹마스터로 일했다.
2011년부터 2022년까지 자유 소프트웨어 재단의 전무이사를 역임했다.